# Tatuca
Tatuca ist eine Ortschaft im Departamento Potosí im Hochland des südamerikanischen Andenstaates Bolivien.

## Lage im Nahraum
Tatuca liegt in der Provinz Antonio Quijarro und ist der sechstgrößte Ort im Kanton Yura im Municipio Tomave. Die Ortschaft liegt auf einer Höhe von 3424 m am westlichen, rechten Ufer des Río Tumusla, der sich flussabwärts mit dem Río San Juan del Oro zum Río Camblaya vereinigt.

## Geographie
Tatuca liegt auf dem Altiplano im zentralen Bolivien zwischen der Cordillera de Chichas im Südwesten und der Cordillera Central im Nordosten. Das Klima der Region ist ein typisches Tageszeitenklima, bei dem die mittleren Temperaturschwankungen im Tagesverlauf deutlicher ausfallen als im Verlauf der Jahreszeiten.
Die Jahresdurchschnittstemperatur der Region liegt bei etwa 11 °C (siehe Klimadiagramm Potosí), die monatlichen Durchschnittswerte schwanken zwischen 8 °C im Juni/Juli und gut 13 °C von November bis März. Der Jahresniederschlag beträgt nur etwa 350 mm, bei einer ausgeprägten Trockenzeit von April bis Oktober mit Monatsniederschlägen zwischen 0 und 15 mm und einer kurzen Feuchtezeit von Dezember bis Februar mit Monatsniederschlägen von gut 70 mm.

## Verkehrsnetz
Tatuca liegt in einer Entfernung von 111 Straßenkilometern südwestlich von Potosí, der Hauptstadt des Departamentos.
Von Potosí aus führt die Nationalstraße Ruta 5 (früher: 701) über die Stadt Porco und die Ortschaften Chaquilla und Visigsa nach Pelca und von dort weiter über Yura, Ticatica und Pulacayo nach Uyuni am Salzsee Salar de Uyuni. Von Pelca aus folgt man der Ruta 5 acht Kilometer in südlicher Richtung, bis dort eine unbefestigte Nebenstraße in südöstlicher Richtung abzweigt, die Tatuca nach weiteren acht Kilometern erreicht.

## Bevölkerung
Die Einwohnerzahl der Ortschaft ist in dem Jahrzehnt zwischen den beiden letzten Volkszählungen um etwa ein Viertel angestiegen:
| Jahr | Einwohner         | Quelle       |
| ---- | ----------------- | ------------ |
| 1992 | keine Detaildaten | Volkszählung |
| 2001 | 195               | Volkszählung |
| 2012 | 241               | Volkszählung |
| 2024 |                   | Volkszählung |

Die Region weist einen hohen Anteil an Quechua-Bevölkerung auf, im Municipio Porco sprechen 84,0 Prozent der Bevölkerung Quechua.